# (27981) 1997 UK21
(27981) 1997 UK21 là một tiểu hành tinh vành đai chính. Nó được phát hiện qua chương trình tiểu hành tinh Beijing Schmidt CCD ở trạm Xinglong ở tỉnh Hồ Bắc, Trung Quốc ngày 20 tháng 10 năm 1997. It is usually about 2.72 AU away from Earth và has an orbital period of 14.6 Julian năm.